# بطولة أمريكا الجنوبية لألعاب القوى 1945
بطولة أمريكا الجنوبية لألعاب القوى 1945 هي النسخة الـ 14 من بطولة أمريكا الجنوبية لألعاب القوى. أقيمت في مونتفيدو. تصدرت الأرجنتين جدول الميداليات برصيد 31 ميدالية منها 13 ذهبية.

## جدول الميداليات
| الترتيب | منتخب      | ذهبية | فضية | برونزية | المجموع |
| ------- | ---------- | ----- | ---- | ------- | ------- |
| 1       | الأرجنتين  | 13    | 9    | 9       | 31      |
| 2       | البرازيل   | 11    | 12   | 9       | 32      |
| 3       | تشيلي      | 6     | 10   | 11      | 27      |
| 4       | الأوروغواي | 3     | 2    | 4       | 9       |